# 프라가라흐
프라가라흐(아일랜드어: Fragarach)는 아일랜드 신화의 바다의 신 마난난 막 레르와 태양의 신 루 라바다의 검이다.
마난난은 이 검을 양아들인 루 라와더에게 넘겨주었고, 루는 나중에 쿠 훌린에게 넘겨주었다. 그 뒤에는 아르드리 콘 케드커하크의 소유가 되었다고 한다.
"프라가라흐"란 "대답하는 것"(Answerer)이라는 뜻으로, 프라가라크를 누군가의 목에 들이대면 그 사람은 거짓말을 할 수 없기에 붙은 이름이라고 한다. 또한 소유자의 명령에 따라 바람을 불러일으키고 어떠한 방패도 뚫을 수 있으며, 프라가라크에 베인 상처는 결코 회복되지 않는다.